# Station Sermaise
Sermaise is een station aan lijn C van het RER-netwerk gelegen in de Franse gemeente Sermaise in het departement Essonne.